# Sougé-le-Ganelon
Sougé-le-Ganelon – miejscowość i gmina we Francji, w regionie Kraj Loary, w departamencie Sarthe.
Według danych na rok 1990 gminę zamieszkiwały 723 osoby, a gęstość zaludnienia wynosiła 40 osób/km² (wśród 1504 gmin Kraju Loary Sougé-le-Ganelon plasuje się na 713. miejscu pod względem liczby ludności, natomiast pod względem powierzchni na miejscu 638.).